# Bertula leucopis
Bertula leucopis är en fjärilsart som beskrevs av George Francis Hampson 1925. Bertula leucopis ingår i släktet Bertula och familjen nattflyn. Inga underarter finns listade i Catalogue of Life.